# ليف بوتابوف
ليف بوتابوف هو لاعب كرة قدم روسي في مركز الدفاع، ولد في 28 أكتوبر 1992 في يوشكار-أولا في روسيا. لعب مع FC Spartak Yoshkar-Ola ‏.